# Semiothisa semitecta
Semiothisa semitecta är en fjärilsart som beskrevs av Walker 1861. Semiothisa semitecta ingår i släktet Semiothisa och familjen mätare. Inga underarter finns listade i Catalogue of Life.